# 蘭瑟姆鎮區 (密歇根州)
蘭瑟姆鎮區（英語：Ransom Township）是位於美國密歇根州希爾斯代爾縣的一個行政鎮區。

## 地方資料
蘭瑟姆鎮區的面積為78.18平方千米，當中陸地面積為77.91平方千米，而水域面積為0.26平方千米。根據2020年美國人口普查的數據，當地共有人口808人，而人口密度為每平方千米10.34人。